# Lahnajärvi (sjö i Finland, Egentliga Finland)
Lahnajärvi är en sjö i Finland. Den ligger i Salo stad i landskapet Egentliga Finland, i den södra delen av landet, 70 km väster om huvudstaden Helsingfors. Lahnajärvi ligger 64,8 meter över havet. I omgivningarna runt Lahnajärvi växer i huvudsak barrskog. Arean är 76,9 hektar och strandlinjen är 4,99 kilometer lång. Sjön  ingår i Kisko ås och Bjärnå å huvudavrinningsområde. 